# Blackstar (nummer van David Bowie)
Blackstar (ook geschreven als ★) is een nummer van Britse muzikant David Bowie en de eerste track van zijn laatste studioalbum Blackstar uit 2016. Twee maanden voor de release van het album werd het uitgebracht als leadsingle van het album.

## Achtergrond
"Blackstar" is een artrock- en jazztronicanummer. Daarnaast wordt het beschreven als een "avant jazz sci-fi-fakkelnummer" en bevat het een drum and bass-ritme, een tweetonige melodie die is geïnspireerd door Gregoriaanse muziek en meerdere maatsoorten gedurende het nummer. In het midden van het nummer verandert het van een acid house-achtige stijl naar een saxofoonsolo en een bluesachtig middenstuk.
Oorspronkelijk was het nummer meer dan elf minuten lang, maar nadat Bowie en producer Tony Visconti ontdekten dat iTunes geen singles van langer dan tien minuten verkocht, werd de lengte teruggebracht naar 9:57, waarbij het het op een na langste nummer is dat Bowie ooit heeft gemaakt, na "Station to Station".
Naast de verschijning op het album "Blackstar" was het nummer ook de openingsmuziek voor de tv-serie The Last Panthers.

## Videoclip
De videoclip van "Blackstar" is geregisseerd door Johan Renck, de regisseur van The Last Panthers. In de clip is een vrouw met een staart te zien die een dode astronaut ontdekt en zijn met juwelen ingelegde schedel naar een oude stad brengt. Het skelet van de astronaut zweeft door de ruimte richting een eclips, terwijl een groep vrouwen in een cirkel staat om een ritueel uit te voeren met het skelet in het centrum van de stad.
De clip werd opgenomen in september 2015 in een studio in Brooklyn. Ondanks dat zowel Bowie als Renck de video open liet voor een eigen interpretatie van het publiek (Renck wilde niet bevestigen noch ontkennen dat de astronaut in de video Major Tom, de hoofdpersoon uit Bowie's vroege hit "Space Oddity", was), bracht Renck toch enkele details naar buiten. Bowie wilde dat de vrouw een staart kreeg, waarbij zijn enige uitleg was: "het ziet er seksueel uit". Renck speculeerde dat Bowie tijdens het maken van de clip dacht aan zijn eigen sterfelijkheid en zijn relevantie in de geschiedenis, maar zei wel dat de gekruisigde vogelverschrikkers geen messiaans symbolen waren. Renck vertelde ook dat Bowie drie karakters speelde in de clip: de introverte, gekwelde, blinde "Button Eyes" (die later ook te zien is in de videoclip voor Lazarus), de "flamboyante bedrieger" tijdens het middenstuk en de "priester" die het boek met het "★"-symbool omhoog houdt.
De choreografie, in het bijzonder die van de drie dansers in de zolderscène, werd geïnspireerd uit andere media, inclusief de Popeye the Sailor-cartoons uit de jaren '30. Renck vertelde hierover: "[Bowie] stuurde me deze oude Popeye-video op YouTube en zei, 'Kijk naar deze gasten'. Wanneer een karakter niet actief is, wanneer zij inactief zijn in deze cartoons, worden ze een soort van gecreëerd door twee of drie frames die elkaar herhalen zodat het erop lijkt dat ze daar gewoon staan te wiebelen. Het was typisch in die dagen van animatie en stop-motion, je deed dat om leven te creëren in iets dat inactief was. Dus we wilden kijken of we zoiets als dat konden doen in de vorm van dans, dat moesten we doen." De vrouwelijke danser op zolder maakte ook een beweging die werd gezien in de videoclip voor "Fashion".
De videoclip won de categorie "Best Art Direction" op de MTV Video Music Awards in 2016.

## Muzikanten
- David Bowie: zang, akoestische gitaar, snaararrangement
- Tim Lefebvre: basgitaar
- Mark Guiliana: drums, percussie
- Donny McCaslin: fluit, saxofoon, houtblazer
- Ben Monder: gitaar
- Jason Lindner: piano, orgel, keyboards
- Tony Visconti: snaararrangement

## Hitnoteringen

### Mega Top 50
| Hitnotering: 16-01-2016 t/m 23-01-2016 | Hitnotering: 16-01-2016 t/m 23-01-2016 | Hitnotering: 16-01-2016 t/m 23-01-2016 | Hitnotering: 16-01-2016 t/m 23-01-2016 |
| Week:                                  | 1                                      | 2                                      |                                        |
| -------------------------------------- | -------------------------------------- | -------------------------------------- | -------------------------------------- |
| Positie:                               | 44                                     | 81                                     | uit                                    |

### NPO Radio 2 Top 2000
| Nummer met noteringen in de NPO Radio 2 Top 2000 | '16  | '17 | '18  | '19  | '20  | '21  | '22  | '23  | '24  |
| ------------------------------------------------ | ---- | --- | ---- | ---- | ---- | ---- | ---- | ---- | ---- |
| Blackstar                                        | 1736 | 834 | 1044 | 1267 | 1507 | 1641 | 1744 | 1903 | 1825 |

1. ↑  Een vetgedrukt getal geeft de hoogste notering aan.
2. ↑  2016 was het eerste jaar met een notering voor dit nummer.